# .44-40 Winchester
.44-40 Winchester известный также .44 Winchester, .44 WCF (Winchester Center Fire), 10.5×34 мм, .44 Largo (в испаноязычных странах) был представлен компанией Winchester Repeating Arms Company в 1873 году как первый цельнометаллический патрон центрального воспламенения в своём ассортименте.  Вместе с винтовкой Winchester Model 1873 быстро завоевал широкую популярность не только как винтовочный боеприпас, но и револьверный, например, Colt Single Action Army. Кроме этого использовался в стрелковом оружии фирм Remington Arms и Marlin Firearms. В связи с появлением новых видов бездымного пороха, выпуск патрона .44-40 Winchester был прекращён в 1937 году.

## Спецификация
Вес тупоконечной пули 13 грамм
Вес заряда 2,6 грамм (чёрный порох).
Начальная скорость пули 379 м/с
Дульная энергия 933 Дж